# Kreatinfosfát

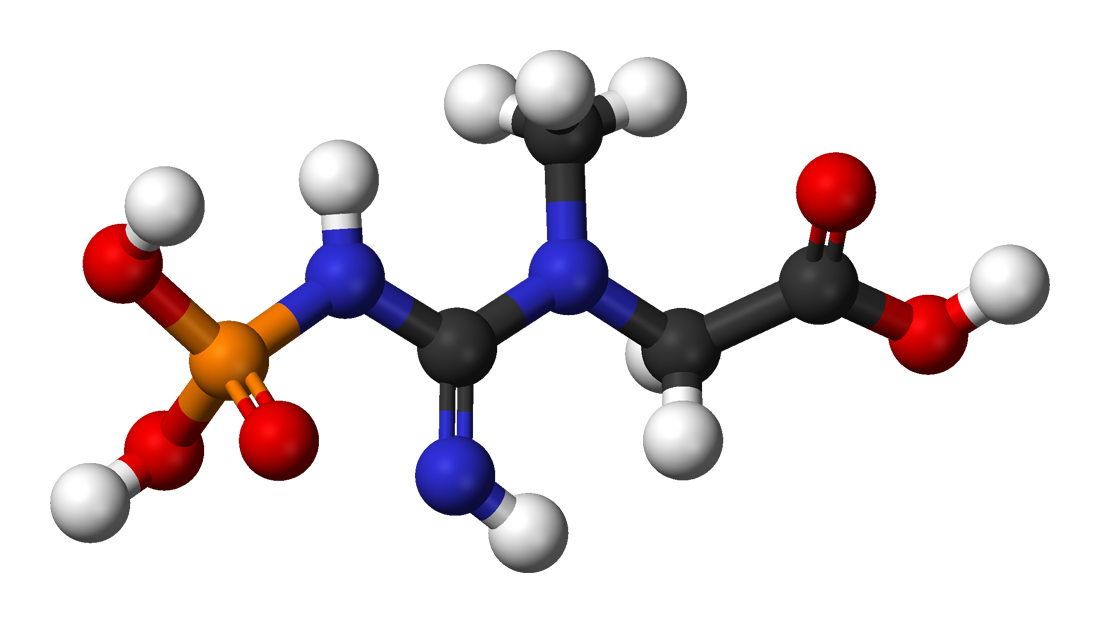
Kreatinfosfát

Kreatinfosfát (též fosfokreatin, PCr nebo Pcr; systematický název N-methyl-N-(fosfonokarbamimidoyl)glycin) je fosforylovaná molekula kreatinu, která poskytuje rychle mobilizovatelnou rezervu vysokoenergetických fosfátů v kosterním svalstvu a mozku. Kreatinfosfát může anaerobně poskytovat fosfátovou skupinu pro ADP za vzniku ATP během prvních 2 až 7 sekund od počátku intenzivního svalového nebo neuronového úsilí. Naopak nadbytek ATP lze při malé zátěži využít pro přeměnu kreatinu na kreatinfosfát. Reverzibilní fosforylace kreatinu (tedy reakce probíhající oběma směry) je katalyzována několika kreatinkinázami. Přítomnost kreatinkinázy (CK-MB, MB znamená sval/mozek) v krevní plazmě je známkou poškození tkáně a používá se při diagnostice infarktu myokardu.
Schopnost buněk regenerovat kreatinfosfát z nadbytku ATP během odpočinku, stejně jako použití kreatinfosfátu pro rychlou regeneraci ATP během intenzivní aktivity, poskytuje prostorovou a časovou rezervu koncentrace ATP. Jinými slovy kreatinfosfát působí jako vysokoenergetická rezerva ve spřažené reakci; energie vydaná při poskytování fosfátové skupiny se používá k regeneraci jiné sloučeniny - v tomto případě ATP. Kreatinfosfát hraje zvlášť důležitou roli ve tkáních, které mají vysokou, kolísavou spotřebu energie, jako je tomu u svalů a mozku.